# Esquiú, una luz en el sendero
 Esquiú, una luz en el sendero es una película en blanco y negro de Argentina dirigida por Ralph Pappier según el guion de Carlos Pérez Cánepa y Ulyses Petit de Murat que se estrenó el 24 de junio de 1965 y que tuvo como protagonistas a Hugo Mugica, Luis Medina Castro, Iván Grondona y Jorge Barreiro. El filme se exhibió con el nombre alternativo de Una luz en el sendero.

## Sinopsis
La vida de Fray Mamerto Esquiú, propulsor de la organización nacional y defensor de la Constitución Nacional.

## Reparto
- Hugo Mugica
- Luis Medina Castro
- Iván Grondona
- Jorge Barreiro
- Florén Delbene
- Alicia Paz
- Homero Cárpena
- Lola Palombo
- Aldo Mayo
- Eduardo Galán
- Raúl del Valle
- Pascual Nacaratti
- Joaquín Petrosino
- Cayetano Biondo

## Comentarios
En nota firmada como J.H.S., el diario La Prensa dijo:

”Interesa en varios pasajes, en otros no, y queda como un esfuerzo que merece estímulo, aunque no haya sido logrado.”

Por su parte King en El Mundo opina de la película:

”Discreto relato biográfico.”